# Hans Segerstråle
Hans Johan Georg Torstensson Segerstråle, född den 3 december 1913 i Stockholm, död där den 18 augusti 1979, var en svensk företagsledare. Han var son till Torsten Segerstråle.
Segerstråle avlade studentexamen i Stockholm 1932 och reservofficersexamen 1935. Han diplomerades från Handelshögskolan 1937. Segerstråle var direktörsassistent vid Nya Grand Hotel 1938–1941 och direktör där från 1942. Han var kapten i Svea livgardes reserv. Segerstråle vilar på Norra begravningsplatsen utanför Stockholm.